# Cosinus
Cosinus eller kosinus (cos) är en trigonometrisk funktion
och kan tolkas som projektionen på x-axeln av en punkt på enhetscirkeln, bestämd av funktionens argument, medelpunktsvinkeln ω:
Den traditionella skolboksdefinitionen utgår från en rätvinklig triangel
med vinkeln α mellan en katet och hypotenusan, där cosinus för α är förhållandet mellan längden av närliggande katet och hypotenusans längd:
{\displaystyle \cos \alpha ={\frac {b}{c}}}
Cosinusfunktionen definieras också av serien
{\displaystyle \cos x=1-{x^{2} \over 2!}+{x^{4} \over 4!}-{x^{6} \over 6!}+...}
Om z är komplext gäller
{\displaystyle \cos z={{e^{\mathrm {i} z}+e^{-\mathrm {i} z}} \over {2}}}
Cosinusfunktionen står i ett enkelt förhållande till sinusfunktionen:
{\displaystyle \cos \alpha =\sin(\alpha +{\frac {\pi }{2}})}
varför funktionernas analytiska egenskaper ofta praktiskt taget sammanfaller.

## Analytiska egenskaper
Cosinus är en jämn funktion och periodisk med perioden 2π. Den har derivatan
{\displaystyle {\frac {d}{dx}}\cos x=-\sin x}
och den primitiva funktionen
{\displaystyle \int \cos x\;dx=\sin x}
Cosinus är en överallt analytisk funktion.